# 小行星6187
小行星6187（6187 Kagura）是一颗围绕太阳公转的小行星。1988年9月2日，亨利·德波鸿诺在拉西拉天文台发现了此天体。
这颗小行星的绝对星等为327.6154714285082等。